# 스리 스투지스

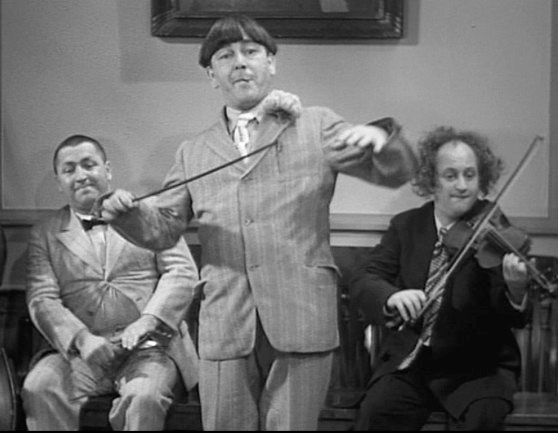

스리 스투지스(영어: The Three Stooges)는 미국의 코미디 그룹이며, 그들이 주연한 단편 영화 시리즈이다.